# Zangentor
Zangentor wird bei einer Befestigungsanlage ein Tor genannt, das zwischen nach innen schwenkenden Außenmauern tief eingebettet ist. Ankömmlinge mussten sich dem Tor durch den auf diese Weise entstehenden Hohlweg nähern und konnten beidseitig von der Mauer aus abgewehrt – in die Zange genommen – werden.
Zangentore sind schon für urnenfelderzeitliche und keltische Befestigungen in Mitteleuropa (zum Beispiel im keltischen Oppidum auf dem Staffelberg in Bayern) sowie frühmittelalterliche Wallanlagen nachgewiesen, waren aber bis in das hohe Mittelalter gebräuchlich.

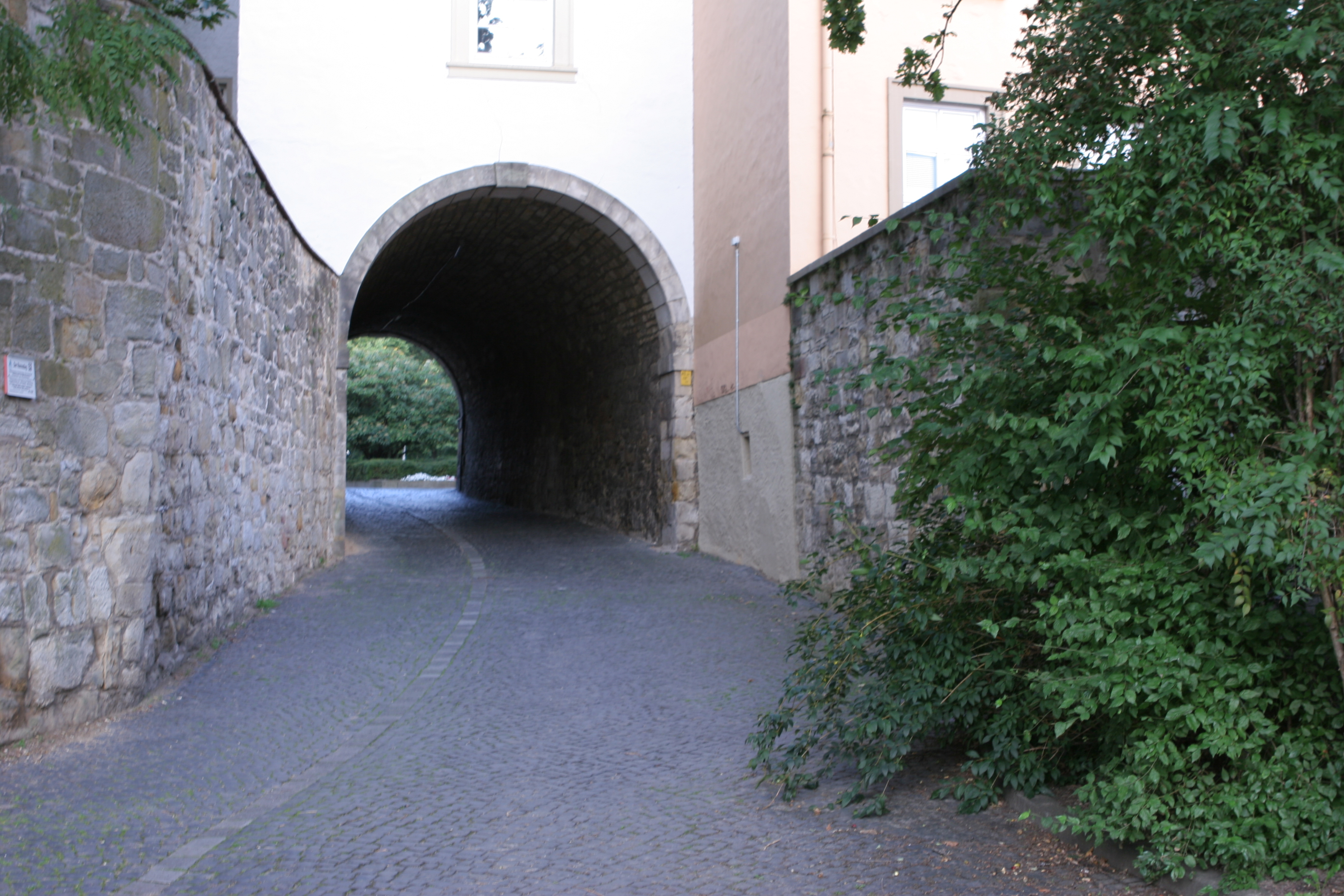
Nordwestliches Zangentor der Hildesheimer Domburg
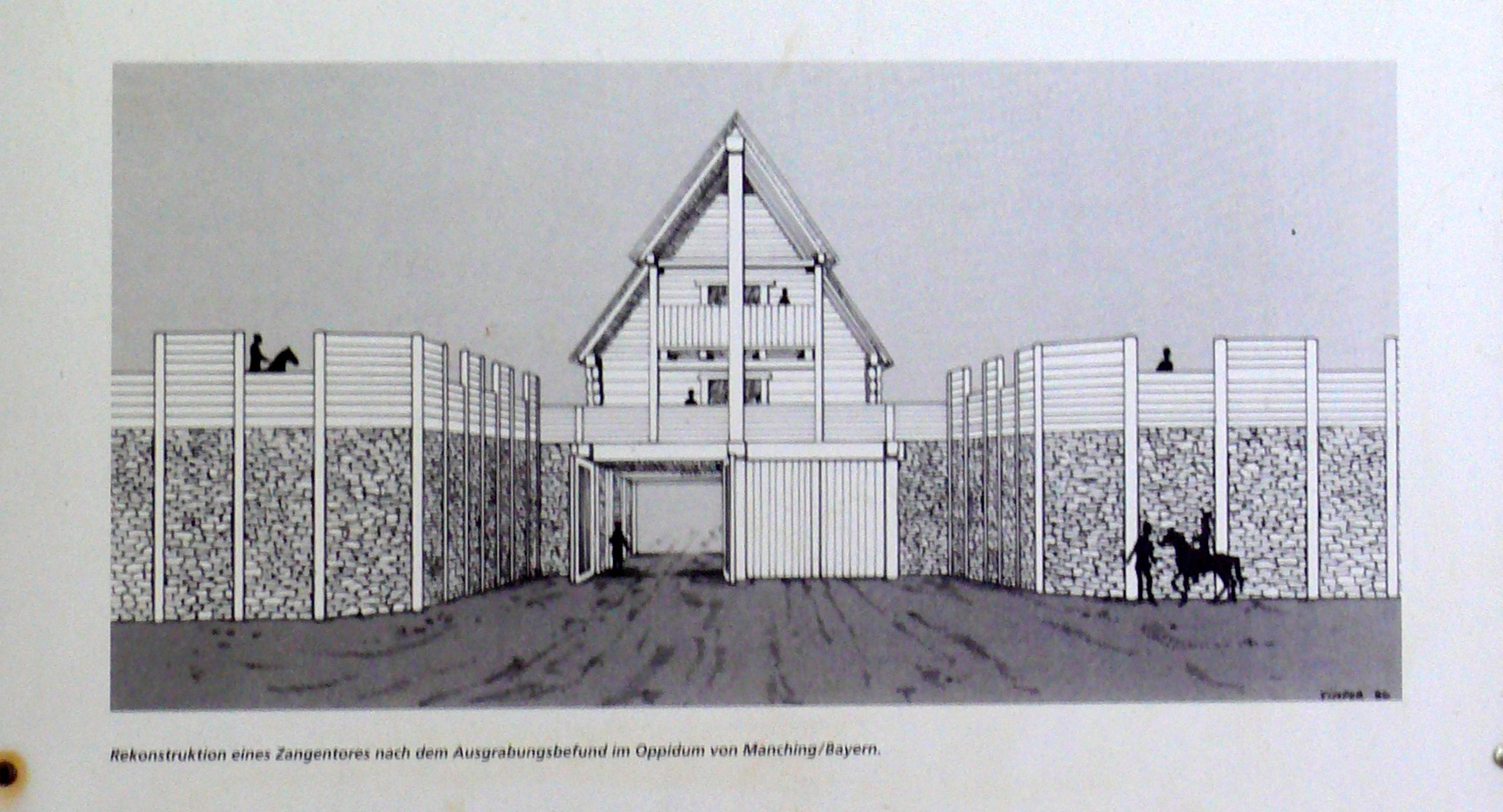
Rekonstruktionszeichnung eines Zangentores (Infotafel am Oppidum Finsterlohr)
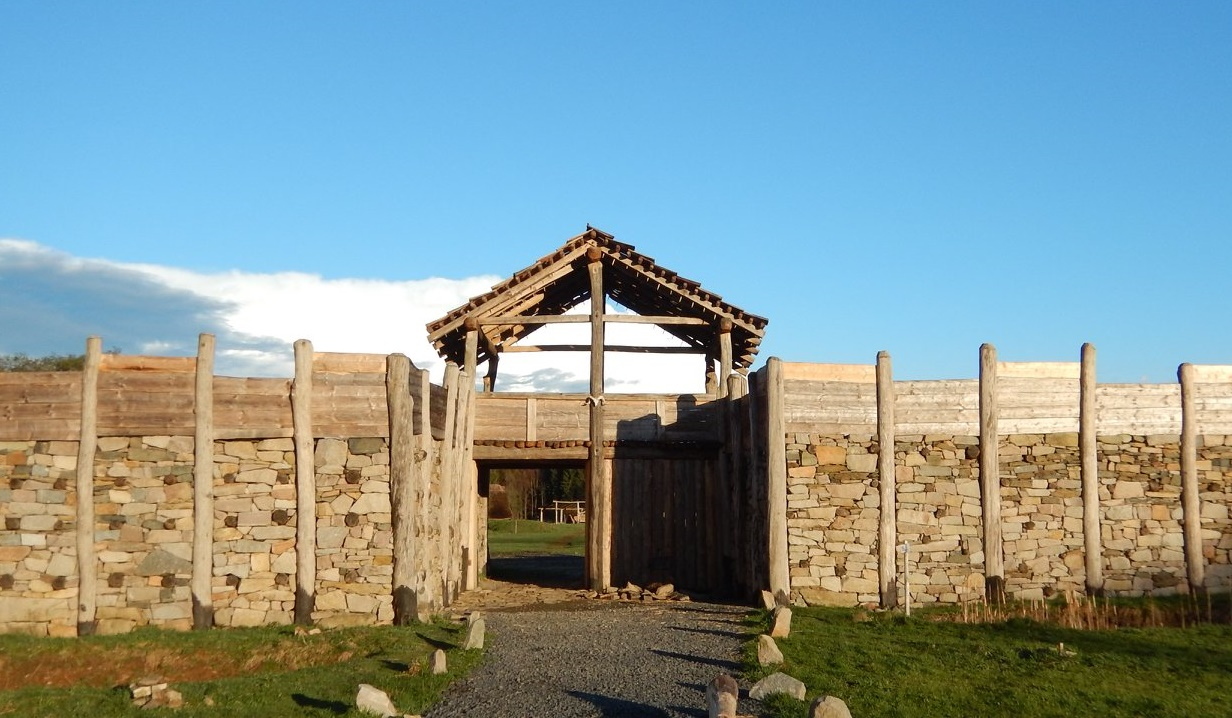
Rekonstruktion des keltischen Zangentors (1. Jahrhundert v. Chr.) in Země Keltů, Nasavrky, Tschechische Republik
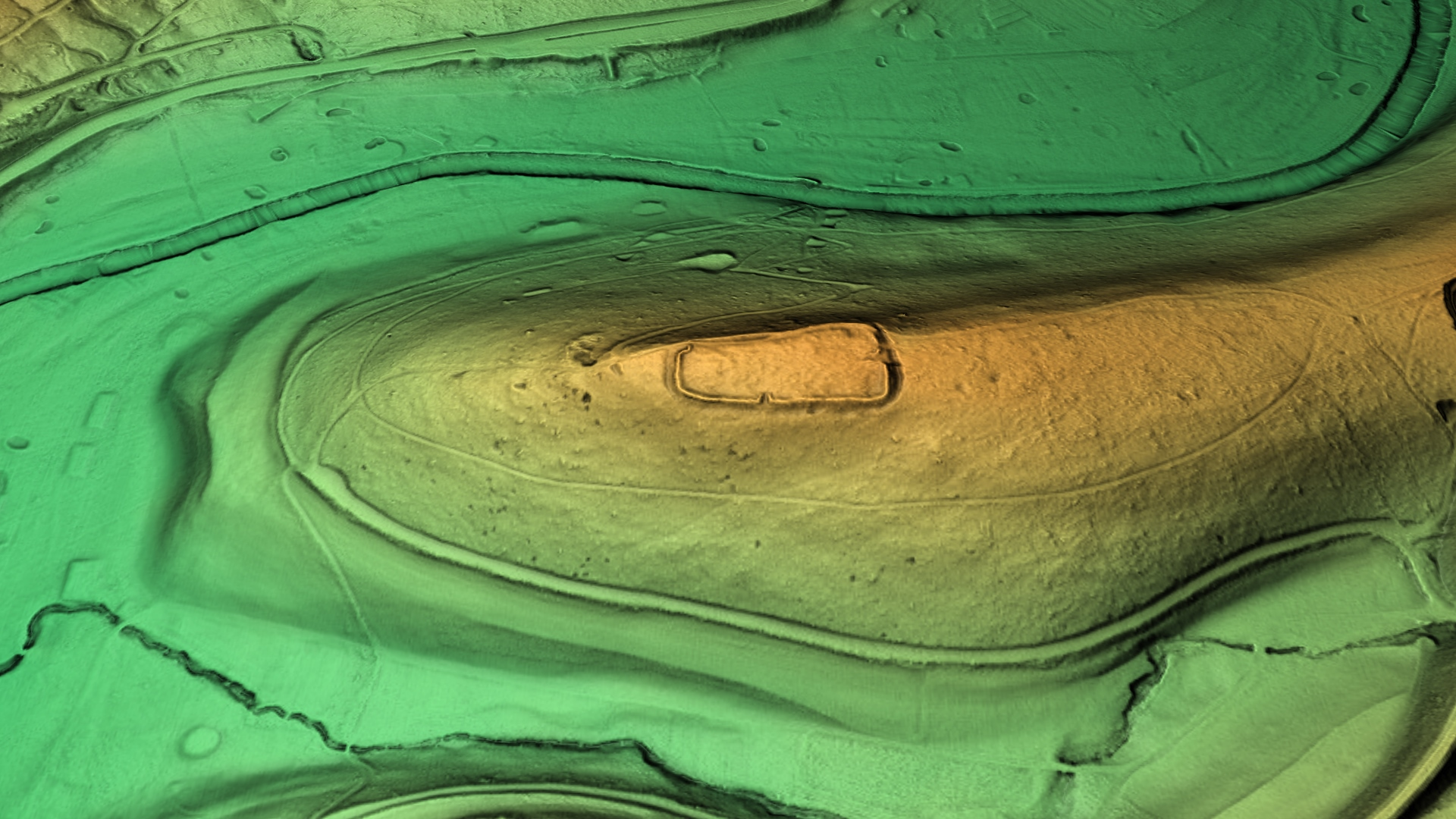
Geländerelief der Iringsburg bei Bad Kissingen, Entstehungszeit 7. Jahrhundert. Im Süden noch gut zu erkennen das Zangentor.